# Pavle Jovanovic
Pavle Jovanovic (ur. 11 stycznia 1977 w Toms River, zm. 3 maja 2020) – amerykański bobsleista, brązowy medalista mistrzostw świata.

## Kariera
Największy sukces w karierze osiągnął w 2004 roku, kiedy wspólnie z Toddem Haysem, Billem Schuffenhauerem i Stevenem Meslerem zdobył brązowy medal w czwórkach podczas mistrzostw świata w Königssee. Był to jego jedyny medal wywalczony na międzynarodowej imprezie tej rangi. W 2006 roku wystartował na igrzyskach olimpijskich w Turynie, zajmując siódme miejsce w czwórkach i dwójkach.
Zmarł 3 maja 2020. Przyczyną śmierci było samobójstwo.